# Clubiona obesa
Clubiona obesa este o specie de păianjeni din genul Clubiona, familia Clubionidae, descrisă de Hentz, 1847. Conform Catalogue of Life specia Clubiona obesa nu are subspecii cunoscute.